# بدنا
بدنا (به انگلیسی: Budna) یک روستا در بریتانیا است که در Central Bedfordshire واقع شده‌است.